# Playa de Agua Amarga
Playa de Agua Amarga är en strand i Spanien.   Den ligger i provinsen Provincia de Almería och regionen Andalusien, i den sydöstra delen av landet, 400 km söder om huvudstaden Madrid.